# Chrysoperla plicata
Chrysoperla plicata is een insect uit de familie van de gaasvliegen (Chrysopidae), die tot de orde netvleugeligen (Neuroptera) behoort. 
Chrysoperla plicata is voor het eerst wetenschappelijk beschreven door Tjeder in 1966.